# Chanabayaïta
La chanabayaïta és un mineral de la classe dels minerals orgànics. Rep el nom de la localitat xilena de Chanabaya (Tarapacá), a on es troba la seva localitat tipus.

## Característiques
La chanabayaïta és un mineral orgànic de fórmula química CuCl(N₃C₂H₂)(NH₃)·0.25H₂O. Va ser aprovada com a espècie vàlida per l'Associació Mineralògica Internacional l'any 2013. Cristal·litza en el sistema ortoròmbic. La seva duresa a l'escala de Mohs és 2.
L'exemplar que va servir per a determinar l'espècie, el que es coneix com a material tipus, es troba conservat a les col·leccions del Museu Mineralògic Fersmann, de l'Acadèmia de Ciències de Rússia, a Moscú (Rússia), amb el número de registre: 4418/1.

## Formació i jaciments
Va ser descoberta a Pabellón de Pica, a la localitat de Chanabaya, dins la província d'Iquique (Tarapacá, Xile). Es tracta de l'únic indret de tot el planeta on ha estat descrita aquesta espècie mineral.